# Aderus vicinus
Aderus vicinus é uma espécie de inseto besouro da família Aderidae. Foi descrita cientificamente por Maurice Pic em 1905.
Habita no Brasil.